# Régis Cunin
Pour les articles homonymes, voir Cunin.
Régis Cunin, né le 4 novembre 1959 en Lorraine et ayant toujours vécu à Conflans-en-Jarnisy en Meurthe-et-Moselle, est un auteur-compositeur-interprète de chansons françaises dans un style proche de Boby Lapointe.

## Discographie
- 1992 : Régis Cunin
- 1995 : Fromage et Dessert
- 1999 : Chansons bancroches
- 2003 : Cousu main
- 2009 : Éberlué
- 2017 : Bonnes ondes